# كلايد غودنايت
كلايد غودنايت (بالإنجليزية: Clyde Goodnight)‏ هو لاعب كرة قدم أمريكية أمريكي، ولد في 3 مارس 1924 في هولاند في الولايات المتحدة، وتوفي في 28 ديسمبر 2002.

## وصلات خارجية
- كلايد غودنايت على موقع مرجع كرة القدم المحترفة.كوم (الإنجليزية)